# Otto Karow
Otto Karow (* 29. September 1913 in Magdeburg; † 6. August 1992 in Bad Homburg v. d. Höhe) war ein deutscher Japanologe und Sinologe sowie Hochschullehrer. Seine speziellen Arbeitsgebiete waren Ostasiatische Philologie und Kulturwissenschaft mit besonderer Berücksichtigung Südostasiens.

## Leben
Karow wuchs in Magdeburg auf, wo er 1932 die Reifeprüfung ablegte. Im selben Jahr nahm er das Studium der evangelischen Theologie und der Orientalistik auf. Danach wechselte er an die Universität Leipzig, wo er sich der Sinologie und Japanologie widmete. 1935 erwarb er am Seminar für Orientalische Sprachen in Berlin die Diplome für Japanisch und Chinesisch.
Im folgenden Jahr heiratete er Elisabeth Geier und zog 1937 mit ihr nach Japan. Dort war er zunächst als Auslandskorrespondent des Deutschen Nachrichtenbüros tätig, seit 1941 dann Lektor für Deutsch, Englisch und Indonesisch-Malaiisch an der Handelshochschule in Takamatsu (Shikoku). In dieser Zeit begann er ein Studium der Medizin.
Nach dem Kriegsende war er bis 1947 interniert, bevor er nach Deutschland zurückging. Ende 1947 übernahm er ein außerplanmäßiges Lektorat für Chinesisch und Japanisch. Von 1948 bis 1952 studierte er überdies Medizin. 1949 promovierte er in den Fächern Japanologie, Sinologie und Medizingeschichte mit einer Arbeit über das Wamyōruijushō, 1951 folgte die Habilitation. Hierauf war er von 1951 bis 1957 als Privatdozent und Lehrbeauftragter für Ostasienkunde in Münster tätig. 1957 wurde er zum außerplanmäßigen Professor für Japanologie in Bonn ernannt und 1960 als ordentlicher Professor auf den neugegründeten Lehrstuhl für Ostasiatische Philologie und Kulturwissenschaften an der Johann-Wolfgang-Goethe-Universität in Frankfurt am Main berufen, wo er auch als Direktor des Ostasiatischen Seminars wirkte. Er war Herausgeber der Veröffentlichungen des Ostasiatischen Seminars der Johann-Wolfgang-Goethe-Universität und Mitherausgeber der Studien zur Japanologie.
Bis zu seiner Emeritierung im Jahre 1978 verfolgte er eine Ausweitung seines Lehrstuhls über die Japanologie und Sinologie hinaus auf die Südostasienwissenschaften. Er lebte in Bad Homburg v. d. H.

## Veröffentlichungen (Auswahl)
- mit Dietrich Seckel: Der Ursprung der Torii. 1943.
- Pika-Don über Japan – Berichte japanischer Kinder. Aus dem Original übertragen von Otto Karow. Maximilian, 1955.
- als Hrsg.: Lê Thành Khôi, 3000 Jahre Vietnam. Kindler, 1969.
- Die Illustrationen des Arzneibuches der Periode Shao-hsing vom Jahre 1159. Bayer, 1956.
- Vietnamesisch-Deutsches Wörterbuch = tu-dien, viet-duc. Harrassowitz, 1972.
- Opera minora: zum 65. Geburtstag des Verfassers Otto Karow. Ausgewählt und eingeleitet von Hans Adalbert Dettmer und Gerlind Endress. Harrassowitz, 1978.
- als Mitverfasser: Java und Bali – Buddhas, Götter, Helden, Dämonen. 1980.
- Indonesisch-Deutsches Wörterbuch / Kamus Bahasa Indonesia-Djerman. Harrassowitz, 1962; 2. Auflage ebenda 1978; weitere Auflage (mit Irene Hilgers-Hesse): 1986.
- Symbolik des Buddhismus. Hiersemann Verlag, 1989.